# Коле Алберти (Фиренца)
Коле Алберти је насеље у Италији у округу Фиренца, региону Тоскана.
Према процени из 2011. у насељу је живело 30 становника. Насеље се налази на надморској висини од 77 м.